# Karwice, Hạt Sławno
Karwice [karˈvit͡sɛ] (tiếng Đức: Karwitz) là một ngôi làng thuộc khu hành chính của Gmina Malechowo, thuộc hạt Sławno, West Pomeranian Voivodeship, ở phía tây bắc Ba Lan. Trước năm 1945, khu vực này là một phần của Đức. Nó nằm khoảng 4 kilômét (2 mi)   phía đông bắc Malechowo, 9 km (6 mi) phía tây nam Sławno và 165 km (103 mi) về phía đông bắc của thủ đô khu vực Szczecin và có dân số 410 người.

## Cư dân đáng chú ý
Franz Pieper (1852-1931), nhà thần học Luther